# François de Lauze
Œuvres principales
Apologie de la danse (1623)
François de Lauze est un maître à danser français, vivant à Paris puis actif à Londres au début du XVIIe siècle. Il est l'auteur d'un traité de danse intitulé Apologie de la danse (1623).

## Biographie
Il est originaire de Fleurance en Gascogne et a dû naître vers 1585-1590. Son éducation et ses premiers emplois restent inconnus, tout au plus peut-on supposer qu'il avait des connaissances en comptabilité, peut-être en médecine, et qu'il était habile danseur. Il est identifié à Paris entre 1610 et 1612 ; il est alors qualifié de « suivant les finances » (probablement comptable ?), et logé rue du Bouloir par un certain Jean Deba, sergent à verge du Châtelet, dont il épouse la fille le 4 juillet 1610. Le couple emménage ensuite rue du Coq héron, dans la maison de Ancelot Duingue, maître joueur d'instruments.
De Lauze est ensuite identifié à Londres au début des années 1620, alors qu'il essaye de se faire un nom comme maître à danser. Il se lie avec Barthélémy de Montagut, autre maître à danser français qui bientôt plagiera ses écrits, et essaie de se faire une place dans la mouvance de George Villiers, marquis puis duc de Buckingham, favori du roi Jacques Ier d'Angleterre. Il publie en 1623 son Apologie de la danse. Malgré des capacités variées - il dit lui-même dans son livre que « ce n'est pas mon mestier que la danse... c'est ma gloire de m'en pouvoir acquitter sciemment » - il semble n'être pas parvenu à se faire une place à la cour.
Au début du XVIIe siècle, les Français passaient pour être les meilleurs maîtres de ballet. Outre Lauze, on vit en Angleterre s'illustrer Barthélémy de Montagut, Jacques Cordier, dit Bocan, ou Mailliet, Confesse ou La Pierre. Quant à Buckingham, c'était un mécène généreux, un excellent danseur et... un homme politique incapable.
Peut-être le retrouve-t-on à Paris entre 1639 et 1641. En 1639, un « Lauze » incarne deux personnages dans le Ballet de la félicité donné à la cour après la naissance de Louis XIV, tandis qu'en 1641 un « sieur de Looze » incarne une furie dans le Ballet de la prospérité des armes de la France. Mais peut-être s'agissait-il de Charles de Hannique de Benjamin, seigneur de Looze, Beaumont et autres lieux, premier écuyer de Gaston d'Orléans. En 1640 et 1641, deux documents d'archive mentionnent un François de Lauze, médecin ordinaire du Roi et capitaine du Parc de la ville de Nérac en Gascogne. On n'est pas encore sûr qu'il s'agisse du même homme. Mais si c'est lui, ce seraient pour l'instant les dernières traces dont on dispose.

## Œuvres

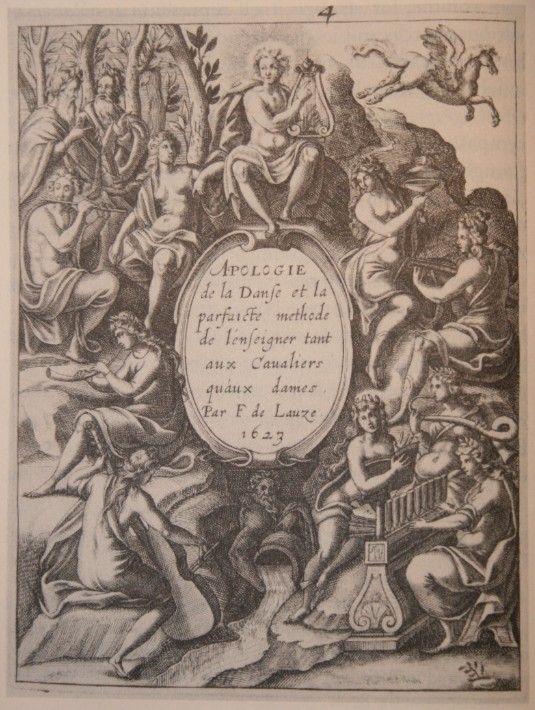
Page de titre de L'Apologie de la danse, 1623.

De François de Lauze on ne connaît qu'un traité sur la danse : Apologie de la danse et la parfaicte methode de l'enseigner tant aux Cavaliers qu'aux Dames. Par F. de Lauze. 1623. L'ouvrage est publié sans nom d'imprimeur, en format in-4°, avec un titre gravé. Les 3 exemplaires connus sont Paris BNF : RES V 1632 ; Londres BL : 557*.d.10 ; Cambridge University Library : Peterborough k.2.10-4. Il n'y a aucune illustration ni aucune musique notée, à la différence des traités italiens contemporains de Fabritio Caroso ou de Cesare Negri. Un fac-similé a été édité par Minkoff à Genève en 1977 et une édition bilingue français-anglais a paru en 1952 par les soins de Joan Wildeblood.
Après une louange de la danse comme pratique sociale, l'ouvrage est divisé en deux parties adapté à chaque destinataire (ce qui constitue une nouveauté) : d'abord un traité pour les cavaliers, dédié au marquis de Buckingham, qui décrit la révérence, les diverses courantes, les branles, la gaillarde, la capriole. La seconde partie est destinée aux dames, dédiée à la marquise de Buckingham, et décrit des branles, la gavotte, la courante, la gaillarde. L'auteur préconise l'usage d'un point d'appui pour faire ses exercices (bord de table, dossiers de chaises), ce qui est considéré comme l'invention de la barre. Il préconise aussi de travailler en même temps en théorie et en pratique, comme facteurs inséparables d'une bonne compréhension. Il préconise également d'apprendre, avant toutes choses, à se déplacer avec aisance et grâce, cette seule faculté devant favoriser ensuite la beauté de la danse.
La préface informe le lecteur que peu après être arrivé en Angleterre, de Lauze avait montré à Montagut une version préliminaire de ce travail, et que celui-ci s'était empressé de la copier pour la diffuser sous son nom, sous la forme d'un manuscrit intitulé Louange de la danse et dédié au même prince. Il y reprend des passages entiers de l’Apologie à peine modifiés. Ceci n'empêcha pas de Lauze de publier ensuite son œuvre sous son nom, en dévoilant cette mésaventure dans sa préface. Cette affaire constitue un des premiers exemples de plagiat manifeste identifié en Angleterre.

## Réception
Le traité de François de Lauze est très important car c'est l'unique traité français imprimé entre l’Orchésographie de Thoinot Arbeau (Langres, 1589) et la Chorégraphie de Raoul Feuillet (Paris, 1700). Les autres sources existant dans cet intervalle sont toutes manuscrites et donc restreintes à une diffusion plus limitée. C'est dire si les traités français de danse du XVIIe siècle parvenus jusqu'à nous, sont rares.
De plus, l'ouvrage de Lauze paraît à l'époque où le ballet de cour, très développé en France et en Angleterre (appelé là-bas masque), a formé une synthèse qui mêle la poésie, la musique et la danse (un des premiers du genre étant le Ballet comique de la reine de 1581.
Toutefois, les explications de Lauze n'ont pas la réputation d'être faciles à comprendre, son style étant assez fleuri et son ouvrage manquant d'image et de musique. C'est pourquoi Joan Wildeblood a fait suivre son édition de 1952 d'un résumé traduit en termes modernes, avec des schémas et quelques exemples musicaux contemporains.